# Martina Schettina

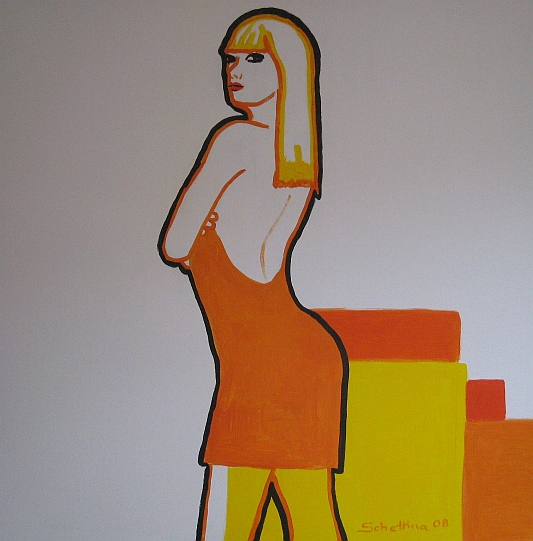
Mädchen im Orangen Kleid von Martina Schettina.

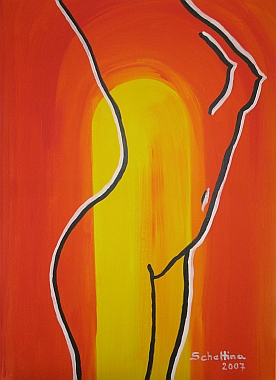
Sugar_in_my_bowl von Martina Schettina.

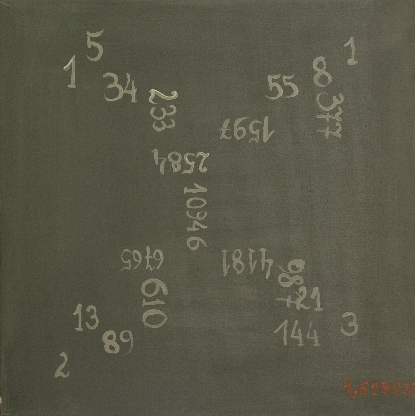
Martina Schettina: Fibonaccis Traum, 2008, 40 x 40 cm.

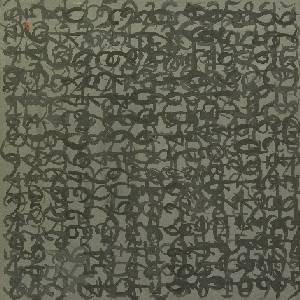
Martina Schettina: Gestrickte Unendlichkeit, 2008, 50 x 50 cm.

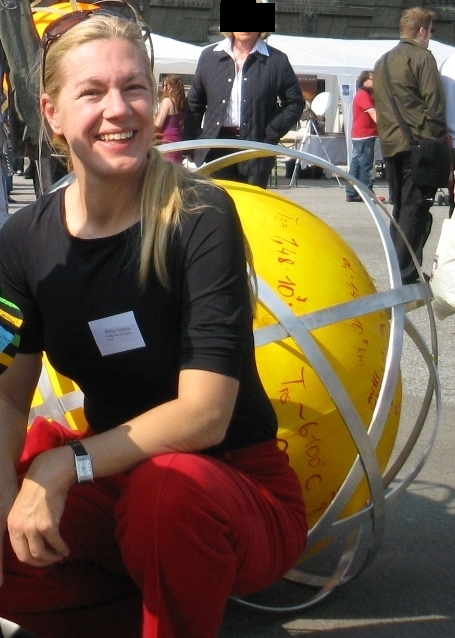
Schettina mit ihrem Kugelbild „Die Sonne“ in Wien.

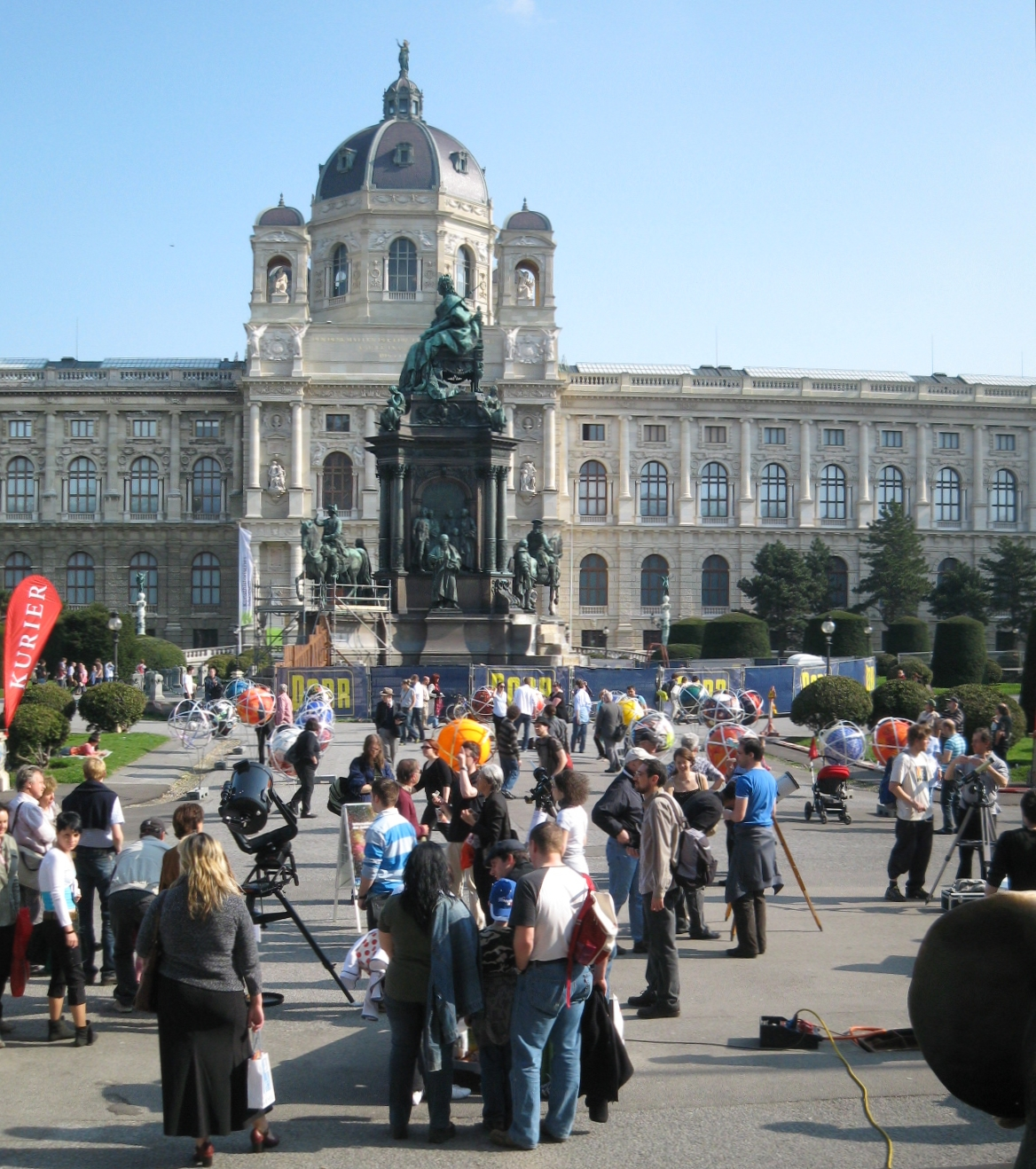
Kunsthistorischen Museum Wien.

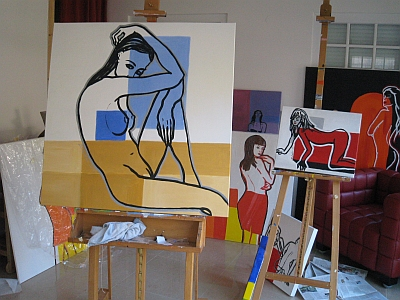
Atelier Martina Schettina.

Martina Schettina, nacida Martina Tucek (Viena, 7 de marzo de 1961), es una pintora austriaca. Destacó por la belleza de sus retratos femeninos, desarrollados en un estilo ligado al Pop-Art y al Arte concreto.

## Biografía
Schettina estudió en la Universidad de Viena (Austria) Matemáticas y Física, y estudió arte.
Más tarde expuso en varias galerías de Austria, Francia, París, Berlín, República Checa, Italia, Bélgica, Nueva York, Pekín, Shanghái.
Ella vive y trabaja en Langenzersdorf, Baja Austria.

## Premios y distinciones
- 1994 Plakatwettbewerb des Umweltministeriums, Sonderpreis
- 1998 „Die Neuen Meister“, Nachwuchswettbewerb der Ringgalerie des Wiener Volksbildungswerkes. (Heute Basis.Kultur.Wien) [1]
- 2001 Siegerin des Kunstforum-Wettbewerb Oktober 2006 und Kunstwerk des Monats November
- 2002: Aufnahme in Archives on Women Artists des Museo Nacional de Mujeres Artistas in Washington D. C..[2]
- 2006 Ehrenmedaille für Wissenschaft und Kunst der Österreichische Albert Schweitzer-Gesellschaft[3][4]
- 2009 Künstler des Monats Juli des Österreichischen Online-Kunstforums[5]

## Exposiciones
- 1994 Malerei. Museo Währing, Viena.
- 1995 Im Mittelpunkt der Mensch. Belvedereschlössel, Stockerau.
- 1997 Martina Schettina. Bergerhaus, Gumpoldskirchen.
- 1998 Magierbilder. Galerie Haslinger im Arik-Brauer-Haus, Wien.[6]
- 1999 Magisciens/Magiers. Galerie Mots et Tableaux, Bruselas.
- 2001: Museo Anton Hanak in Langenzersdorf.
- 2002 Magierbilder und Ikebana. Kulturkabinett, Viena.
- 2003 Aquarelle und Ölbilder. Palacio Belvedere, Stockerau
- 2003 Magische Momente. Romanischer Keller der Hypo, Salzburg[7]
- 2006 Zweitausendsex in Blaugelbe Vietelsgalerie Palacio Fischau, Bad Fischau-Brunn.[8]
- 2007 Stadt, Land, Frau. Club alpha, Viena.[9]
- 2007 Magicien à Paris  Forum austriaco di cultura Paris[10]
- 2008: Magische Menschen. Magische Orte im Museo di Kokoschka in Pöchlarn.[11]
- 2008 Magicien à Paris Vol. 2 Forum austriaco cultura Paris[12]
- 2009: Stadt.Land.Frau in Museo Krems an der Donau.[13]
- 2010 Mathemagische Bilder Museumsquartier Viena[14]
- 2010 Mathematische Bilder, Museo Egon Schiele, Tulln[15]

## Escritos
- 2002: Bewegte(s) Leben: Frauenbiografien aus dem Weinviertel von Gabi Lempradl und Hermann Richter, Verlag Bibliothek der Provinz. Eine von 14 Frauen-Biografien ISBN 3-85252-533-0
- 2003 Keine Katze wie Du und ich von Erne Seder, Verlag Langen-Müller-Herbig München; Illustrationen und Titelbildgestaltung, ISBN 3-7844-2930-0
- Kunstadressbuch Deutschland, Österreich, Schweiz 20. Ausgabe; Eintrags-Nummer: 207599-2; K. G. Saur Verlag,
- Deutsche Fotothek: Künstlerdokument 70117960, Martina Schettina.
- Schettina in der Galerie Artpark (PDF-Datei; 2,10 MB)
- Schettina in der Galerie Fontaine (PDF-Datei; 1,88 MB)
- Schettina in der "Wiener Zeitung" (PDF-Datei; 1,37 MB)
- Martina Schettina. - Magische Erotik des Augenblicks. Jefferson B. Parker. In: Wien: Brod Media GmbH, ISSN 0257-3504.-Bd. 23 (2003), 221, S. 54 - 57:Ill. (farb.)[16]
- 24 Stunden für Wien, Ausgabe 166/2004[17]
- Der Zauber einer gläsernen Handschrift - Martina Schettina. Gansterer, Helmut A..-In: Vernissage. -Wien: Brod Media GmbH, ISSN 0257-3504.-Bd. 25 (2005), 245, S. 50-53:Ill. (farb.)[18]
- „Stadt. Land. Frau.“ Isabella Ackerl in: Clubzeitschrift alpha frauen für die Zukunft Jg.21/ Heft 3/2007 no 112, S.14-15, Ill.
- Zur Ausstellung Europe and Asia today im Artcenter Berlin erschien ein Film auf 3sat.[19]
- Martina Schettina: „Stadt. Land. Frau.“ Ein Interview von Christine Kunkler zur Ausstellung im Weinstadtmuseum. -In: Vernissage. -Wien: Brod Media GmbH, ISSN 0257-3504.-Bd. 29 (2009), 285, S. 52-55:Ill. (farb.)[20]
- flair Ausgabe Österreich Mai 2009 „Kunststück Künstlerin“: Eines von acht Interviews mit österreichischen Künstlerinnen[21]
- Kulturzeitschrift live in Niederösterreich marzo de 2009: Ganzseitige Ausstellungsrezension mit Bild zur Ausstellung im Museo Krems.[22]